# Wie der Grinch Weihnachten gestohlen hat

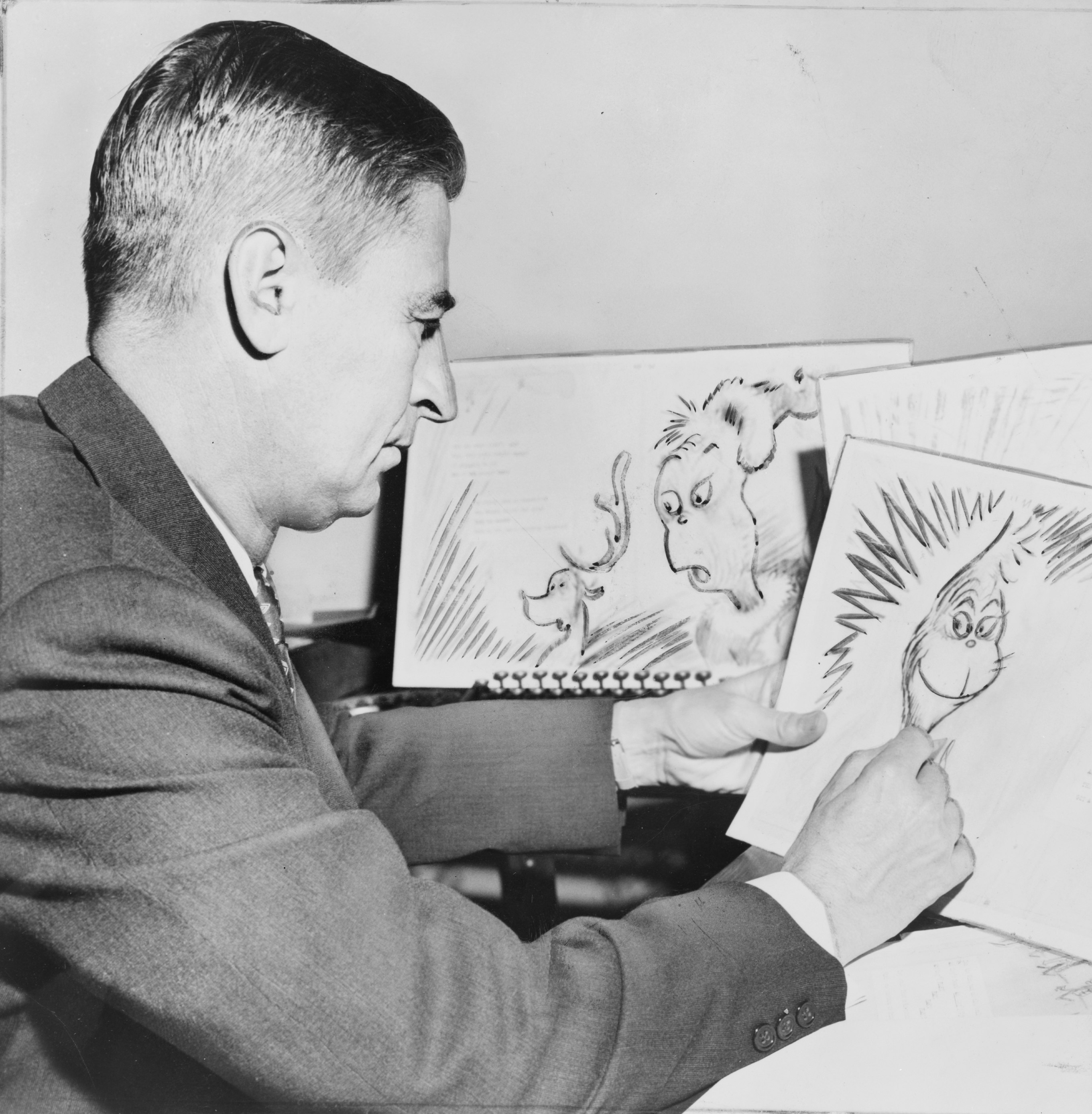
Theodor Seuss Geisel zeichnet den „Grinch“

Wie der Grinch Weihnachten gestohlen hat (englischer Originaltitel How the Grinch Stole Christmas!) ist ein Kinderbuch von Dr. Seuss. Das Buch, das die Kommerzialisierung von Weihnachten kritisiert, erschien im englischen Original 1957 im Verlag Random House und zählt in den USA zu den 100 erfolgreichsten Kinderbüchern.
Die erste deutschsprachige Übertragung stammt von Eike Schönfeld und wurde im Jahr 2000 im Verlag Rogner & Bernhard bei Zweitausendeins veröffentlicht. 2020 erschien eine Neuübersetzung von Nadja Budde.
Durch die zahlreichen Verfilmungen, die zu den erfolgreichsten Weihnachtsfilmen überhaupt zählen, ist der Grinch mittlerweile ein klassisches Motiv der Popkultur und insbesondere in Nordamerika in vielen Variationen anzutreffen.

## Inhalt
Der Grinch, ein behaartes, grünes Wesen, das in einer Höhle auf dem Mount Crumpit wohnt, einem Berg, der zum Teil aus den Abfällen der Whos besteht, die unten in Whoville leben. Dort wird jedes Jahr überschwänglich Weihnachten gefeiert, wobei besonders viel Wert auf die Dekoration und die Geschenke gelegt wird. Der Grinch hasst Weihnachten, und insbesondere den fröhlichen Kinderlärm, denn sein Herz ist verkümmert und er hat niemanden, mit dem er feiern könnte. Daher verkleidet er sich als Weihnachtsmann und steigt durch den Kamin in die Häuser der Whos ein, wo er alles stiehlt, was mit Weihnachten zu tun hat; nicht nur die Geschenke, sondern auch Tannenbäume und Weihnachtsschmuck. Hilfe bekommt er nur von seinem treuen Hund Max, den er als Rentier verkleidet.
Als jedoch die Whos am Ende Weihnachten doch feiern, obwohl er alles gestohlen hat, erkennt der Grinch, dass Weihnachten ihnen doch mehr bedeutet. Sein bisher viel zu kleines Herz wächst und er bringt alle Geschenke zurück und feiert gemeinsam mit den Whos Weihnachten.

## Verfilmungen

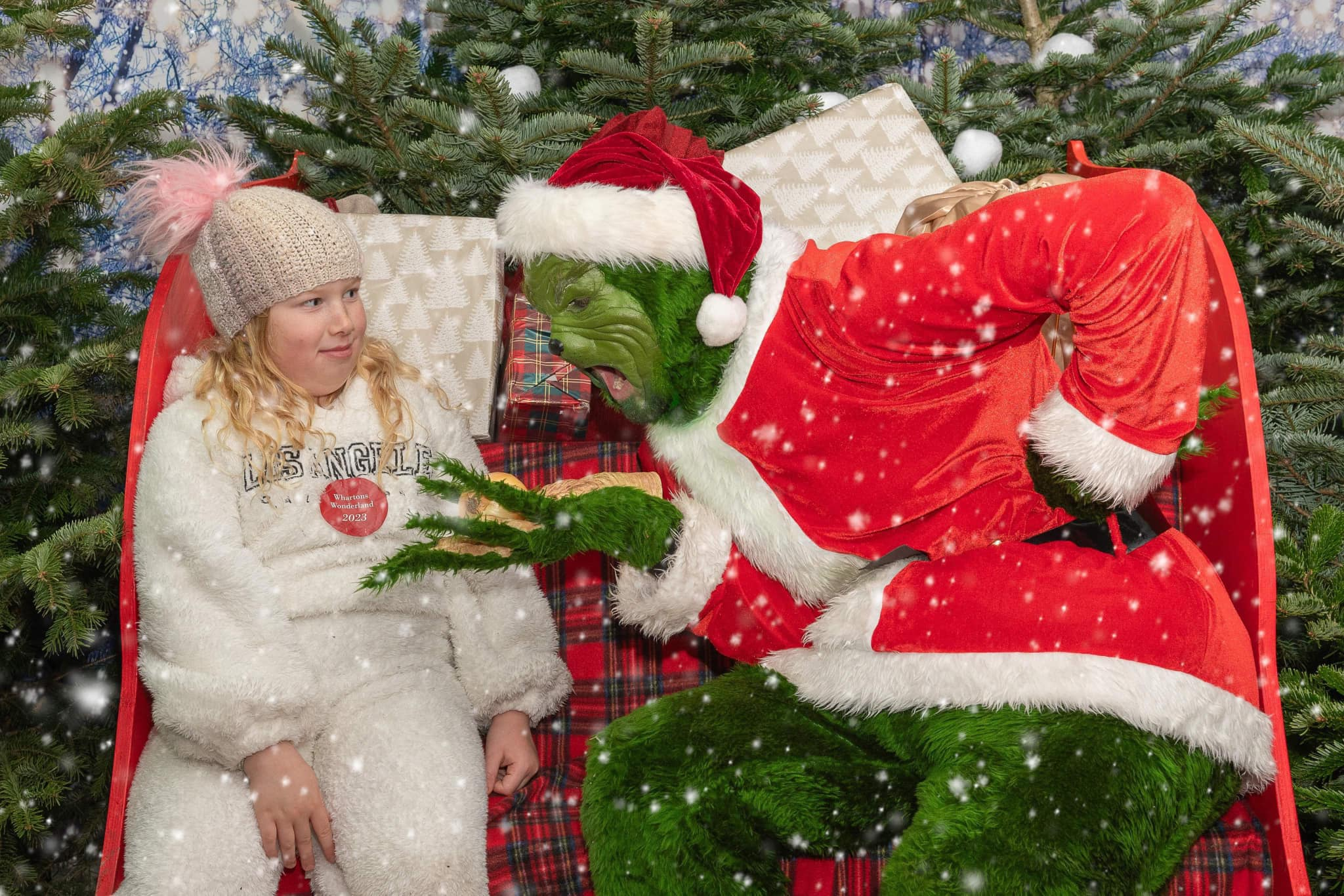
Ein Weihnachtsmann im Grinchkostüm

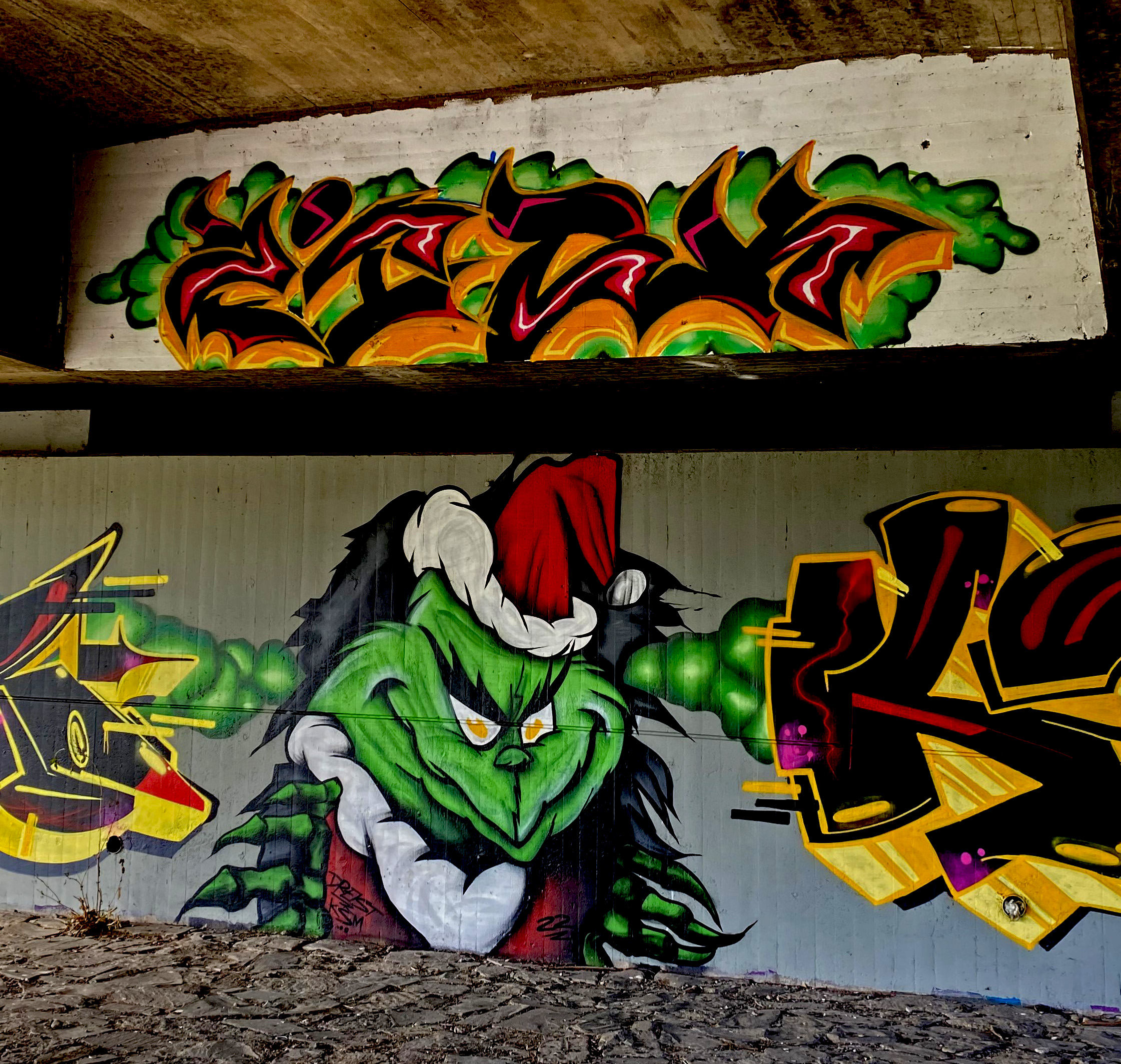
Grinch-Graffiti an einer Wupper

Einige der zahlreichen Verfilmungen des Kinderbuches von Dr. Seuss, gelten mittlerweile als Weihnachtsklassiker und zählen zu den erfolgreichsten Weihnachtsfilmen überhaupt.
Im Jahr 1966 wurde die Geschichte von Chuck Jones und Ben Washam als Zeichentrickfilm (deutscher Titel: Die gestohlenen Weihnachtsgeschenke) verfilmt.
Dieser Film wird seitdem in Nordamerika jedes Jahr zu Weihnachten im Fernsehen ausgestrahlt. Der Grinch wurde in dieser Verfilmung von Boris Karloff gesprochen, die Geräusche von Hund Max stammen von Mel Blanc, und June Foray lieh Cindy-Lou Who ihre Stimme.
Im Jahr 2000 kam die Realverfilmung Der Grinch in die Kinos, der mittlerweile auch in Deutschland mittlerweile als klassischer Weihnachtsfilm gilt. Als Fan des Kinderbuches beteiligte sich Hauptdarsteller Jim Carrey aktiv an der Umsetzung des Regisseurs Ron Howard.
Die Neuverfilmung als Animationsfilm Der Grinch aus dem Jahr 2018 zählt, mit einem weltweiten Einspielergebnis von rund 539 Millionen US-Dollar, zu den erfolgreichsten Weihnachtsfilmen aller Zeiten. Im Original ist Benedict Cumberbatch als Grinch zu hören. In der deutschen Fassung wird der Grinch von Otto Waalkes gesprochen.